# Бела Вода (Крушевац)
Бела Вода је насељено место града Крушевца у Расинском округу. Налази се под висом Змајевац (397 m), између огранака Гледећких планина и реке Западне Мораве, на надморској висини од 178 m. Према попису из 2022. има 1059 становника (према попису из 2011. било је 1217 становника).
Овде се одржава Беловодска розета (манифестација).

## Историја
Након Другог српског устанка Бела Вода улази у састав Кнежевине Србије и административно је припадала Јагодинској нахији и Темнићској кнежини. до 1834. године када је Србија подељена на сердарства.

### Порекло становништва
Према пореклу ондашње становништво Беле Воде из 1905. године, може се овако распоредити:
- Староседелаца има 6 породицa са 57 кућа.
- Из Топлице има 8 породицa са 69 кућа.
- Из Жупе има 3 породице са 27 кућа.
- Црногорских досељеника има 1 породица са 18 кућа.
- Косовско-метохијских досељеника има 2 породице са 16 кућа.
- Са Копаоника има 1 породица са 7 кућа.
- Из околине има 1 породица са 5 кућа.
- Непознате старине има 1 породица са 5 кућа.
- Из Срема има 1 породица са 3 куће.
- Из Македоније има 1 породица са 3 куће. (подаци датирају из 1905. године[4]

## Демографија
У насељу Бела Вода живи 1157 пунолетних становника, а просечна старост становништва износи 44,6 година (42,9 код мушкараца и 46,1 код жена). У насељу има 328 домаћинстава, а просечан број чланова по домаћинству је 4,23.
Ово насеље је великим делом насељено Србима (према попису из 2002. године), а у последња три пописа, примећен је пад у броју становника.
|  |

| Демографија | Демографија | Демографија |
| Година      | Становника  | Становника  |
| ----------- | ----------- | ----------- |
| 1948.       | 1.515       |             |
| 1953.       | 1.609       |             |
| 1961.       | 1.548       |             |
| 1971.       | 1.512       |             |
| 1981.       | 1.558       |             |
| 1991.       | 1.546       | 1.491       |
| 2002.       | 1.387       | 1.444       |
| 2011.       | 1.217       |             |
| 2022.       | 1.059       |             |

| Етнички састав према попису из 2002.‍ | Етнички састав према попису из 2002.‍ | Етнички састав према попису из 2002.‍ | Етнички састав према попису из 2002.‍ | Етнички састав према попису из 2002.‍ |
| ------------------------------------ | ------------------------------------ | ------------------------------------ | ------------------------------------ | ------------------------------------ |
|                                      |                                      |                                      |                                      |                                      |
| Срби                                 | Срби                                 |                                      | 1.377                                | 99,27%                               |
| Црногорци                            | Црногорци                            |                                      | 3                                    | 0,21%                                |
| Хрвати                               | Хрвати                               |                                      | 1                                    | 0,07%                                |
| Југословени                          | Југословени                          |                                      | 1                                    | 0,07%                                |
| непознато                            | непознато                            |                                      | 5                                    | 0,36%                                |

| Бела Вода у пописима Јагодинске нахије — од 1818. до 1829.                        |       |       |       |       |       |       |          |       |       |       |       |       |
| Година пописа                                                                     | 1818. | 1819. | 1820. | 1821. | 1822. | 1823. | 1824/25. | 1825. | 1826. | 1827. | 1828. | 1829. |
| Куће                                                                              | 78    | 79    | 81    | 82    | 79    | 79    | 81       | 80    | 80    | 82    | 84    | 85    |
| Пореске главе*                                                                    | -     | 89    | 95    | 88    | 90    | 92    | 89       | 132   | 87    | 91    | 96    | 94    |
| Арачке главе**                                                                    | 179   | 212   | 222   | 218   | 214   | 214   | 223      | 224   | 233   | 233   | 234   | 244   |
| *Пореске главе = Ожењени мушкарци \| ** Арачке главе = Мушкарци од 7 до 70 година |       |       |       |       |       |       |          |       |       |       |       |       |

| Година пописа     | 1948. | 1953. | 1961. | 1971. | 1981. | 1991. | 2002. |
| ----------------- | ----- | ----- | ----- | ----- | ----- | ----- | ----- |
| Број домаћинстава | 298   | 329   | 354   | 368   | 349   | 344   | 328   |

| Број чланова      | 1  | 2  | 3  | 4  | 5  | 6  | 7  | 8  | 9 | 10 и више | Просек |
| ----------------- | -- | -- | -- | -- | -- | -- | -- | -- | - | --------- | ------ |
| Број домаћинстава | 42 | 42 | 43 | 51 | 46 | 52 | 35 | 13 | 3 | 1         | 4,23   |

| Пол    | Укупно | Неожењен/Неудата | Ожењен/Удата | Удовац/Удовица | Разведен/Разведена | Непознато |
| ------ | ------ | ---------------- | ------------ | -------------- | ------------------ | --------- |
| Мушки  | 571    | 103              | 416          | 38             | 11                 | 3         |
| Женски | 625    | 83               | 426          | 102            | 13                 | 1         |
| УКУПНО | 1.196  | 186              | 842          | 140            | 24                 | 4         |

| Пол    | Укупно                    | Пољопривреда, лов и шумарство | Рибарство                            | Вађење руде и камена | Прерађивачка индустрија       |
| ------ | ------------------------- | ----------------------------- | ------------------------------------ | -------------------- | ----------------------------- |
| Мушки  | 371                       | 238                           | 0                                    | 1                    | 70                            |
| Женски | 282                       | 218                           | 0                                    | 0                    | 16                            |
| УКУПНО | 653                       | 456                           | 0                                    | 1                    | 86                            |
| Пол    | Производња и снабдевање   | Грађевинарство                | Трговина                             | Хотели и ресторани   | Саобраћај, складиштење и везе |
| Мушки  | 3                         | 7                             | 22                                   | 5                    | 9                             |
| Женски | 0                         | 1                             | 17                                   | 1                    | 1                             |
| УКУПНО | 3                         | 8                             | 39                                   | 6                    | 10                            |
| Пол    | Финансијско посредовање   | Некретнине                    | Државна управа и одбрана             | Образовање           | Здравствени и социјални рад   |
| Мушки  | 1                         | 4                             | 3                                    | 2                    | 3                             |
| Женски | 1                         | 3                             | 3                                    | 4                    | 11                            |
| УКУПНО | 2                         | 7                             | 6                                    | 6                    | 14                            |
| Пол    | Остале услужне активности | Приватна домаћинства          | Екстериторијалне организације и тела | Непознато            | Непознато                     |
| Мушки  | 3                         | 0                             | 0                                    | 0                    | 0                             |
| Женски | 3                         | 0                             | 0                                    | 3                    | 3                             |
| УКУПНО | 6                         | 0                             | 0                                    | 3                    | 3                             |

## Галерија
- Народни дом
- Велика чесма
- Црква Свете Тројице
- Скела на Западној Морави
- Експонати у Музеју клесарства и Вајарства
- Надгробници као део заштићеног споменичког комплекса
- Споменик природе Храст лужњак
- Црква Светог Марка (у изградњи)
- Споменици у парку